# مهاجر ۱۰
مهاجر ۱۰ یک پهپاد رزمی و شناسایی از خانواده پهپادهای مهاجر است که در ۳۱ مرداد ۱۴۰۲، در حضور ابراهیم رئیسی، رئیس‌جمهور ایران و سرتیپ محمدرضا آشتیانی، وزیر دفاع ایران رونمایی شد.
گفته می‌شود مهاجر ۱۰، حداکثر ۴۵۰ لیتر ظرفیت سوخت و ۳۰۰ کیلوگرم ظرفیت محموله دارد. حداکثر سرعت آن به ۲۱۰ کیلومتر بر ساعت می‌رسد.
به گزارش رسانه‌ها این پهپاد می‌تواند بدون توقف تا ۲۰۰۰ کیلومتر و در ارتفاع ۷۰۰۰ متری پرواز کند.

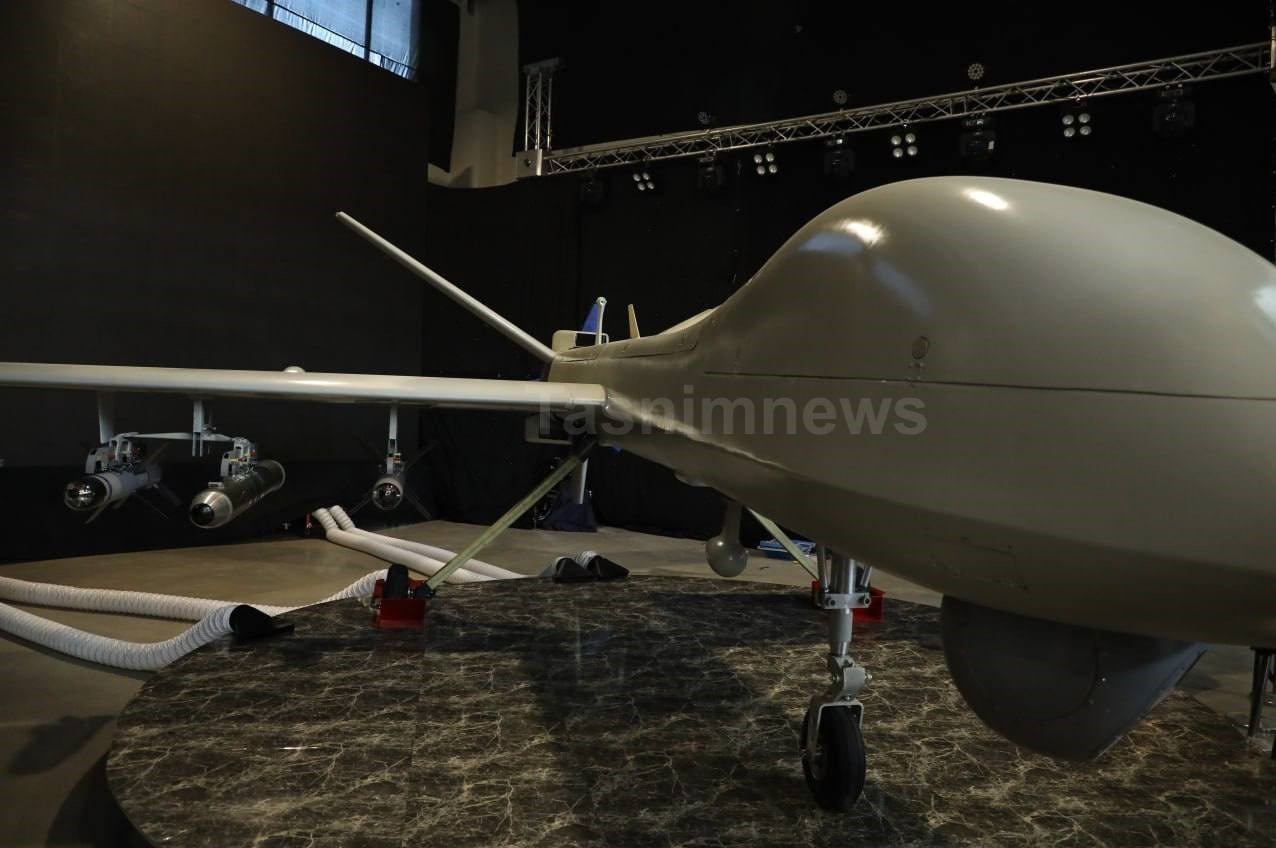

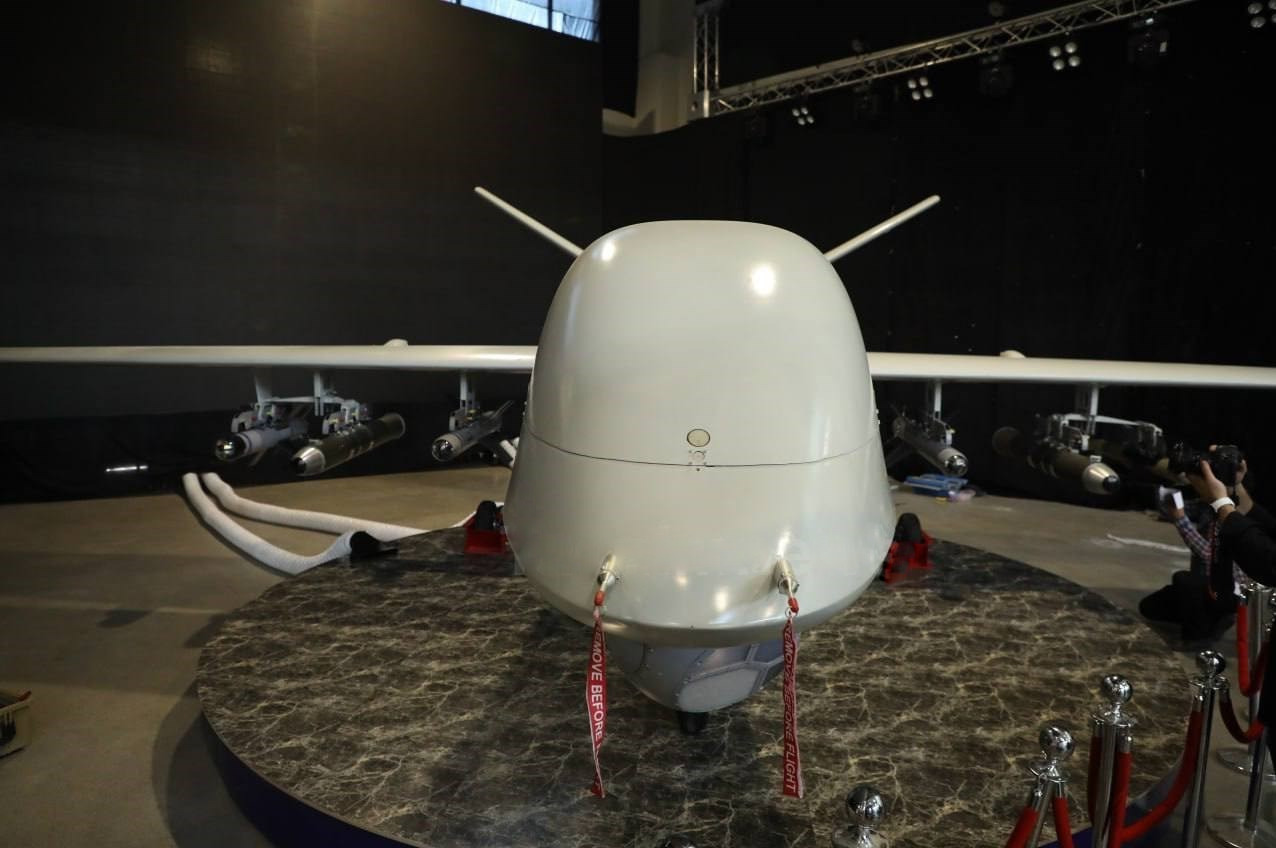

## توسعه و طراحی

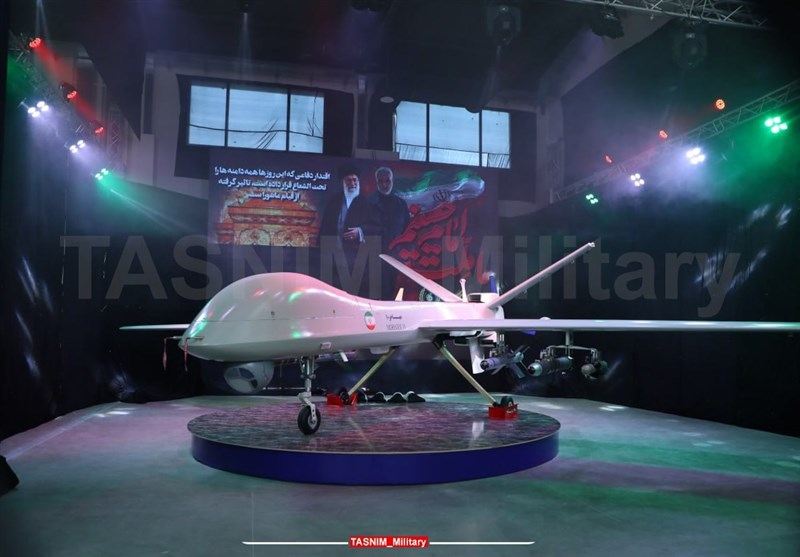
مراسم رونمایی از مهاجر ۱۰

مهاجر ۱۰ بر اساس اعلام نیاز نیروهای مسلح جمهوری اسلامی ایران، و به‌خصوص نیروی دریایی سپاه، نیروی زمینی سپاه و نیروی زمینی ارتش توسعه یافته است. این پهپاد از نظر برد و وزن محموله شباهت‌هایی به پهپادهای شاهد ۱۲۹، کمان ۲۲، شاهد ۱۴۹ و فطرس داراست اما مطابق گفتهٔ طراح این پهپاد، مهاجر ۱۰ دارای اویونیک، اپتیک و فناوری به‌روزتری نسبت به شاهد ۱۲۹ است.

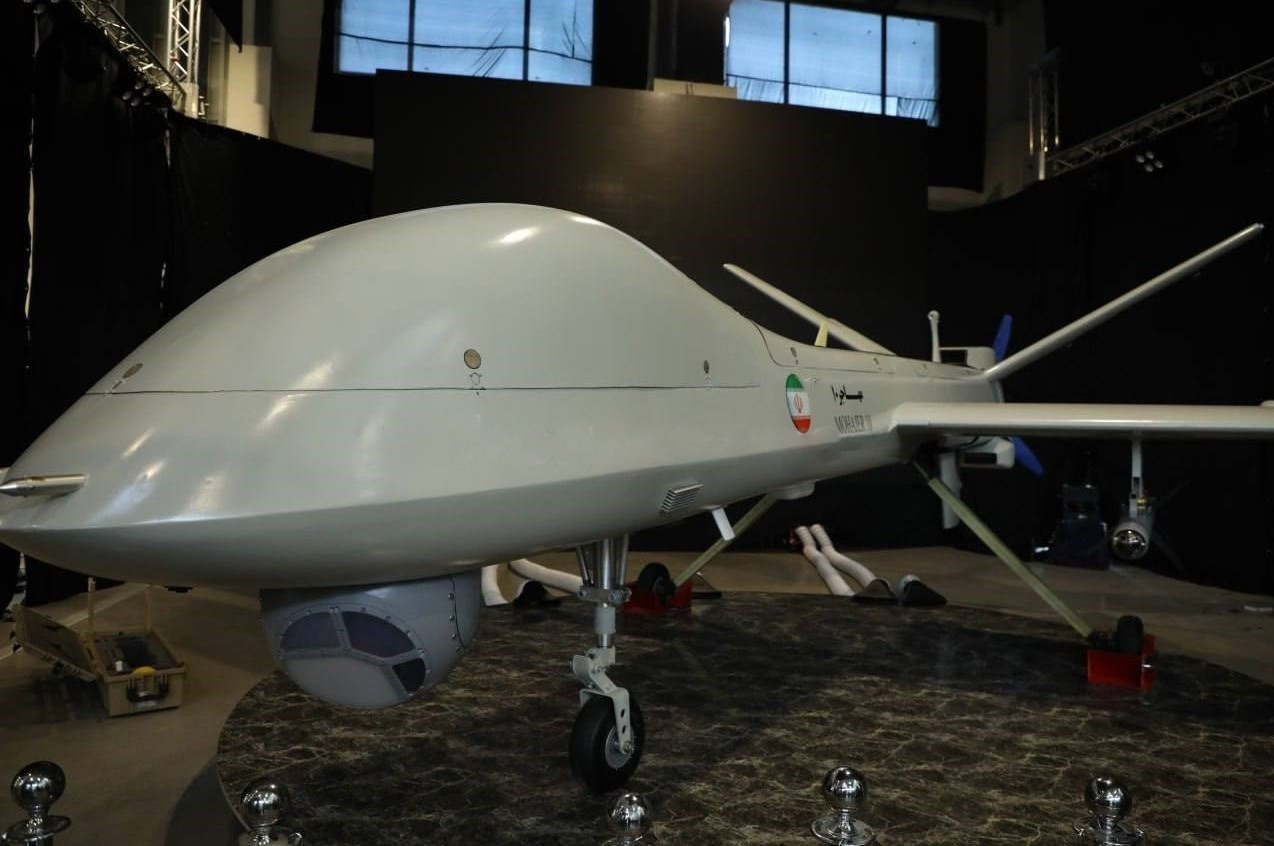

## مشخصات فنی
مهاجر ۱۰ جزو پهپادهای نیمه سنگین ایران دسته‌بندی می‌شود که از دیگر اعضای خانواده مهاجر دارای ابعاد بزرگ‌تری است اما در قیاس با شاهد ۱۴۹، فطرس و کمان ۲۲ کوچک‌تر است.
در روز رونمایی این پهپاد در زیر هر بال مجهز به ۳ مهمات جنگی از انواع بمب قائم، موشک الماس و بمب دستواره (آرمان-۱) بود.
با توجه به شکل آنتن‌پوش این پهپاد، مهاجر ۱۰ احتمالاً توانایی هدایت ماهواره‌ای را داراست که در صورت دسترسی کاربران این پرنده به ماهواره‌های ارتباطی، دستیابی به برد بلند بدون نیاز به رله ارتباطی امکان‌پذیر می‌شود.
پرنده‌ای که در فیلم آزمایش پرواز به نمایش درآمد دارای ارابه فرود ثابت بود اما نسخه‌ای که در رونمایی به نمایش گذاشته شد، دارای شیارهایی در پشت ارابه‌های عقبی است که احتمال جمع شونده بودن آنها را مطرح می‌کند.
سامانه اپتیکی منصوب بر روی مهاجر ۱۰ جزو پیشرفته‌ترین و کامل‌ترین نمونه‌های توسعه یافته توسط ایران است.